# Fiducies Killam
Les fiducies Killam comprennent les bourses Killam et les prix Killam. Ils furent établis en 1965 selon les dernières volontés de Dorothy J. Killam (en) et grâce aux dons qu'elle a fait au cours de sa vie, pour honorer la mémoire de son conjoint, Izaak Walton Killam (en).
Cinq "Prix Izaak-Walton-Killam", d'une valeur de 100 000 $ chacun, sont annuellement décernés par le Conseil des Arts du Canada à d'éminents chercheurs canadiens qui se sont distingués en sciences sociales, en sciences humaines, en sciences naturelles, en sciences de la santé ainsi qu'en ingénierie.
Les bourses d'une valeur de 70 000 $ par an, décernés aussi par le Conseil des Arts du Canada, ont pour objet de permettre aux chercheurs de se libérer de leur travail habituel d’enseignement et d’administration pendant deux ans afin d'entreprendre un projet de recherche indépendant. Elles sont attribuées aux chercheurs eux-mêmes, mais c’est l’université ou l’établissement de recherche où ils travaillent qui reçoit et gère les fonds.

## Lauréats des bourses Izaak-Walton-Killam
- Voir la Liste des boursiers Killam

## Lauréats des prix Izaak-Walton-Killam
- 1981
  - Feroze Ghadially, Université de la Saskatchewan, Sciences de la santé
  - Raymond Lemieux, Université de l'Alberta, Sciences naturelles
  - Louis Siminovitch (en), Université de Toronto, Sciences de la santé
- 1982
  - William Tutte, Université de Waterloo, Sciences naturelles
- 1983
  - Brenda Milner, Université McGill, Sciences de la santé
- 1984
  - Werner Israel, Université de l'Alberta, Sciences naturelles
- 1985
  - Pierre Dansereau, Université du Québec à Montréal, Sciences naturelles
  - Phil Gold, Université McGill, Sciences naturelles
  - Ralph Stanton, Université du Manitoba, Sciences naturelles
  - Raymond Yong, Université McGill, Génie
- 1986
  - Jacques Genest, Institut de recherches cliniques de Montréal, Université de Montréal, Sciences de la santé
  - William Rapson, Université de Toronto, Génie
  - Karel Wiesner, Université du Nouveau-Brunswick, Sciences naturelles
- 1987
  - Ronald Gillespie, Université McMaster, Sciences naturelles
  - Fraser Mustard (en), Université McMaster, Sciences de la santé
  - Ashok Vijh, Institut de recherche d'Hydro-Québec, Génie
- 1988
  - Henry Barnett, Université Western Ontario, Sciences de la santé
  - William-Henry Gauvin, Université McGill, Génie
  - John Polanyi, Université de Toronto, Sciences naturelles
- 1989
  - Jules Hardy, Université de Montréal, Génie
  - Keith Brimacombe, Université de la Colombie-Britannique, Sciences de la santé
  - Tuzo Wilson, Université de Toronto, Sciences naturelles
- 1990
  - William Costerton, Université de Calgary, Sciences naturelles
  - Maria Haust, Université de la Colombie-Britannique, Sciences de la santé
  - Sidney van den Bergh, Observatoire fédéral d'astrophysique, Sciences naturelles
- 1991
  - Jacques de Champlain, Université de Montréal, Sciences de la santé
  - Walter Dilger, Université de Calgary, Génie
  - Gordon Dixon (en), Université de Calgary, Sciences de la santé
- 1992
  - Henry Becker, Université Queen's, Génie
  - Keith Ingold, Conseil national de recherches Canada, Sciences naturelles
  - Emil Skamene, Université McGill, Sciences de la santé
- 1993
  - Alan Davenport (en), Université Western Ontario, Génie
  - Peter Hochachka (en), Université de la Colombie-Britannique, Sciences naturelles
  - André Roch Lecours, Université McGill, Sciences de la santé
- 1994
  - Adrian Brook, Université de Toronto, Sciences naturelles
  - André Salama, Université de Toronto, Génie
  - Endel Tulving, Université de Toronto, Sciences de la santé
- 1995
  - Myer Bloom (en), Université de la Colombie-Britannique, Sciences naturelles
  - Michel Chrétien, Institut de recherches cliniques de Montréal, Université de Montréal, Sciences de la santé
  - George Zames, Université McGill, Génie
- 1996
  - Philip Seeman (en), Université de Toronto, Sciences de la santé
  - William Unruh, Université de la Colombie-Britannique, Sciences naturelles
- 1997
  - Stephen Cook, Université de Toronto, Génie
  - Stephen Hanessian, Université de Montréal, Sciences naturelles
  - David MacLennan, Université de Toronto, Sciences de la Santé
- 1998
  - Fernand Labrie, Université Laval (CHUL), Health Sciences
  - Martha Salcudean, Université de la Colombie-Britannique, Génie
  - Juan Scaiano, Université d'Ottawa, Sciences naturelles
- 1999
  - Albert Aguayo, Centre de recherche neurologique de l'Université McGill, Sciences de la santé
  - Maurice Bergougnou, University of Western Ontario, Engineering
  - Walter Hardy, Université de la Colombie-Britannique, Sciences naturelles
- 2000
  - John Jonas, Université McGill, Engineering
  - Anthony Pawson (en), Mount Sinai Hospital (en), Université de Toronto, Sciences de la santé
  - Paul Brumer, Université de Toronto, Sciences naturelles
  - Fergus Craik (en), Université de Toronto, Sciences naturelles
- 2001
  - Norbert Morgenstern (de), University de l'Alberta, Génie
  - Werner Kalow, Université de Toronto, Health Sciences
  - Ronald Melzack, Université McGill, Sciences naturelles
- 2002
  - Harry Arthurs, Osgoode Hall, Université York, Sciences sociales
  - Nicolas Georganas, Université d'Ottawa, Génie
  - Ian Hacking, Université de Toronto, Sciences humaines
  - Robert Moody, University de l'Alberta, Sciences naturelles
  - Lap-Chee Tsui, Hospital for Sick Children/Université de Toronto, Sciences de la santé
- 2003
  - Edward Davison, Université de Toronto, Génie
  - W. Erwin Diewert (en), Université de la Colombie-Britannique, Sciences sociales
  - François Duchesneau, Université de Montréal, Sciences humaines
  - Tak Mak (en), Université de Toronto, Sciences de la santé
- 2004
  - James Arthur, Université de Toronto, Sciences naturelles
  - Will Kymlicka, Université Queen’s, Sciences sociales
  - Jean-Jacques Nattiez, Université de Montréal, Sciences humaines
  - Janet Rossant, Samuel Lunenfeld Research Institute, Mount Sinai Hospital et l'Université de Toronto, Sciences de la santé
  - R. Kerry Rowe (en), Université Queen’s, Génie
- 2005
  - Luc Devroye, Université McGill, Ingénierie
  - Brian Hall (en), Université Dalhousie, Sciences naturelles
  - Linda Hutcheon, Université de Toronto, Sciences humaines
  - Margaret Lock, Université McGill, Sciences sociales
  - Nahum Sonenberg, Université McGill, Sciences de la santé
- 2006
  - Paul Corkum
  - Jean-Marie Dufour
  - Brett Finlay (en)
  - Roderick Guthrie
  - Susan Sherwin (en)
- 2007
  - Shana Poplack
  - Roderick A. Macdonald
  - J. Richard Bond
  - Robert E.W. Hancock
  - A.P.S. Selvadurai
- 2008
  - Constance Backhouse
  - Sherril E. Grace
  - Frank C. Hawthorne
  - Peter St George-Hyslop
  - Michael V. Sefton
- 2009
  - Philippe Gros
  - Wagdi G. Habashi
  - François Ricard
  - John P. Smol
  - Ernest J. Weinrib
- 2010
  - Ellen Bialystok
  - M. R. Mark Henkelman
  - Ming Li
  - Arthur B. McDonald
  - James Tully
- 2011
  - Gilles Brassard
  - Michael Hayden
  - Keren Rice
  - Lotfollah Shafai
  - Mark Zanna
- 2012
  - Geoffrey Hinton
  - Jean Grondin
  - John Whalley
  - Louis Taillefer
  - Mark Wainberg
- 2013
  - Lorne Babiuk (en)
  - John McGarry
  - Witold Pedrycz
  - Richard Peltier
  - Paul Thagard
- 2014
  - Sajeev John en sciences naturelles
  - Andreas Mandelis en ingénierie
  - J.R. (Jim) Miller en sciences humaines[2]
  - Francis Plummer en sciences de la santé
  - D. R. Fraser Taylor en sciences sociales
- 2015
  - David M. R. Bentley Western University en sciences humaines
  - Vijay K. Bhargava University of British Columbia en ingénierie
  - Victoria M. Kaspi Université McGill en sciences naturelles
  - Donald Savoie Université de Moncton en sciences sociales
  - D. Lorne Tyrrell University of Alberta en sciences de la santé
- 2016
  - Axel Becke Dalhousie University en sciences naturelles
  - Isabelle Daunais Université McGill en sciences humaines
  - Elizabeth A. Edwards University of Toronto en ingénierie
  - Steven A. Narod University of Toronto en sciences de la santé
  - Daniel Trefler University of Toronto en sciences sociales
- 2017[3]
  - John Borrows University of Victoria en sciences sociales
  - W. Ford Doolittle Dalhousie University en sciences naturelles
  - Thomas Hurka University of Toronto en sciences humaines
  - Julio Montaner University of British Columbia en sciences de la santé
  - Molly Shoichet University of Toronto en ingénierie
- 2018[4]
  - André Gaudreault Université de Montréal en sciences humaines
  - Vladimir Hachinski Western University en sciences de la santé
  - Walter Herzog University of Calgary en ingénierie
  - James Pinfold University of Alberta en sciences naturelles
  - Janet Werker University of British Columbia en sciences sociales
- 2019[5]
  - Lynne Viola University of Toronto en sciences humaines
  - Stephen W. Scherer University of Toronto en sciences de la santé
  - Keith W. Hipel University of Waterloo en ingénierie
  - Yoshua Bengio Université de Montréal en sciences naturelles
  - André Blais Université de Montréal en sciences sociales
- 2020[6]
  - Sarah Carter University of Alberta en sciences humaines
  - Alan Evans Institut et hôpital neurologiques de Montréal en sciences de la santé
  - Ted Sargent University of Toronto en ingénierie
  - Barbara Sherwood Lollar University of Toronto en sciences naturelles
  - Cecilia Benoit University of Victoria en sciences sociales
- 2021[7]
  - Arthur Ripstein University of Toronto en sciences humaines
  - Michel Bouvier Université de Montréal en sciences de la santé
  - Gilbert Laporte HEC Montréal en ingénierie
  - Douglas Stephan University of Toronto en sciences naturelles
  - Stephen Gill York University en sciences sociales